# Danny Carvajal
Danny Carvajal (San Ramón, 1989. január 8. –) costa Rica-i válogatott labdarúgó.

## Pályafutása

### Klubcsapatokban
A labdarúgást a Brujas csapatában kezdte. 2011-ben az San Carlos csapatához szerződött. 2013 és 2017 között a Saprissa csapatában játszott. 2014-ben, 2015-ben, 2016-ban és 2017-ben costa Rica-i bajnoki címet szerzett. Később játszott még az Albacete, a Tokusima Vortis és a Mito HollyHock csapatában. 2019-ben a FC Ryukyu csapatához szerződött.

### Válogatottban
2017-ben debütált a costa rica-i válogatottban. A Costa Rica-i válogatottban 4 mérkőzést játszott.

## Statisztika
| Costa Rica-i válogatott | Costa Rica-i válogatott | Costa Rica-i válogatott |
| Időszak                 | Mérk.                   | gól                     |
| ----------------------- | ----------------------- | ----------------------- |
| 2017                    | 4                       | 0                       |
| Összesen                | 4                       | 0                       |